# Física computacional
Se denomina física computacional a una rama de la física que se centra en la elaboración de modelos por ordenador de sistemas con muchos grados de libertad para los cuales ya existe una teoría computacional. En general, se efectúan modelos microscópicos en los cuales las "partículas" obedecen a una dinámica simplificada, y se estudia el que puedan reproducirse las propiedades macroscópicas a partir de este modelo muy simple de las partes constituyentes. Las simulaciones se hacen resolviendo ecuaciones que gobiernan el sistema. Por lo general, son grandes sistemas de ecuaciones diferenciales ordinarias, ecuaciones diferenciales a derivadas parciales y ecuaciones diferenciales estocásticas, que no pueden ser resueltos explícitamente de manera analítica.
A menudo, la dinámica simplificada de las "partículas" tiene cierto grado de aleatoriedad. En general, esta vertiente se denomina método de Montecarlo, nombre que le viene por los casinos de Montecarlo como forma jocosa de recordar que el método usa la aleatoriedad.
Otras simulaciones se basan en que la evolución de una "partícula" en el sistema depende, exclusivamente, del estado de las partículas vecinas, y se rige mediante reglas muy simples y, en principio, determinadas. A esto se le llama simulaciones con autómatas celulares. Un ejemplo clásico, aunque más matemático que físico, es el famoso juego de la vida, ideado por John Horton Conway.
La física computacional tiene sus aplicaciones más relevantes en física del estado sólido (magnetismo, estructura electrónica, dinámica molecular, cambios de fase, etc.), física no-lineal, dinámica de fluidos, astrofísica (simulaciones del Sistema Solar, por ejemplo), física de partículas (teoría de campos/teoría gauge en un retículo espacio-temporal, especialmente para la Cromodinámica Cuántica (QCD) ).
Las simulaciones que se realizan en física computacional requieren gran capacidad de cálculo, por lo que en muchos casos es necesario utilizar supercomputadores o clusters de computadores en paralelo.